# Parquinsònia
La Parquinsònia (Parkinsonia aculeata) és una espècie d'arbre caducifoli, si hi ha secada. És originari del sud-oest dels Estats Units (Texas, Arizona), Mèxic, el Carib, Argentina, i les illes Galápagos.
Arriba a fer de 2 a 8 m d'alçada. Les fulles tenen de 25 a 30 folíols. A les branques hi ha espines de 7 a 12 mm de longitud. Les flors són grogues i flairoses, de 20 mm de diàmetre agrupades de 10 en 10. El fruit és un llegum, marró clar quan madura.
És una planta ornamental molt utilitzada, també es planta a la ciutat de Barcelona.

## Problemàtica com a planta invasora
P. aculeata és una de les principals plantes invasores a Austràlia (on cobreix 8.000 km quadrats), parts de l'Àfrica tropical, Hawaii, i altres illes de l'oceà Pacífic.
A Austràlia, per tal de tractar d'eliminar-lo, s'ha emprat la lluita biològica (escarabats que es mengen les llavors o insectes que es mengen els teixits de la planta per limitar la fotosíntesi) però sense gaire èxit. S'ha utilitzat també el foc per cremar arbres joves i els herbicides.